# Christopher Lee (militant)
Pour les articles homonymes, voir Christopher Lee (homonymie).
Christopher « Christoph » Lee, né le 4 septembre 1964 et mort le 22 décembre 2012 est un militant transgenre sino-polono-américain,, ainsi qu'un cinéaste primé dans la communauté de la baie de San Francisco. Il est également le cofondateur de Tranny Fest, plus tard renommé en San Francisco Transgender Film Festival (en) (SFTFF). En 2002, il devient le premier homme trans nommé Grand Maréchal de la fierté de San Francisco. La mort de Lee et la désignation de son sexe assigné à la naissance sur son certificat de décès au lieu de son identité de genre assumée est à l'origine du « Respect After Death Act » ou AB 1577 Bill qui est adopté en Californie le 26 septembre 2014 ,,.

## Biographie
Christopher Lee est né à San Diego, en Californie . Une notice nécrologique le décrit comme « un être bispirituel puissant et féroce » et « partie intégrante de la communauté de rétablissement en santé mentale ». 

## Militantisme
En 1997, Lee collabore avec Al Austin et Elise Hurwitz pour créer le Tranny Fest (rebaptisé plus tard San Francisco Transgender Film Festival), le premier festival de films et d'arts transgenres au monde,.

## Respect after Death Act
Christopher Lee se suicide le 22 décembre 2012, souffrant de dépression et de maladie mentale,. Des cérémonies de guérison communautaires, des festivals de films d'hommage et des archives LGBTQ sont consacrés à sa mémoire. Comme Lee n'avait pas mis à jour le sexe de son certificat de naissance, le coroner le qualifie de « femme » sur son certificat de décès, provoquant une controverse juridique et un débat. La famille de Lee présente des documents indiquant que Lee s'identifie comme un « homme transgenre FTM (femme à homme) ». À la suite de sa mort et de cette affaire, avec le soutien du Transgender Law Center et de Chino Scott-Chung, le projet de loi « Respect after Death Act » ou Bill AB 1577 est présenté à la députée de Californie Toni Atkins. La mission du projet de loi est d'aider à remplir de façon adéquate les certificats de décès des personnes transgenres. AB1577 est adopté par le gouverneur de Californie Jerry Brown le 26 septembre 2014.

## Honneurs et récompenses
Lee est le premier homme grand maréchal transgenre de la marche des fiertés de San Francisco (2002).
En juin 2019, Lee est considéré comme l'un des cinquante premiers « pionniers et héros » américains intronisés sur le mur d'honneur national LGBTQ au Stonewall National Monument (SNM) à Stonewall Inn à New York,. Le SNM est le premier monument national américain dédié aux droits et à l'histoire LGBTQ. Le dévoilement du mur est programmé pour avoir lieu durant le 50e anniversaire des émeutes de Stonewall

## Filmographie
- Christopher’s Chronicles (1996)[14]
- Trappings of Transhood (1997)[15]
- Alley of the TrannyBoys (1998)[16]
- Sex Flesh in Blood (1999)[17]